# 可児市立図書館
可児市立図書館（かにしりつとしょかん）は、岐阜県可児市にある可児市が運営する公共図書館。
可児市広見にある本館のほか、帷子地区と桜ケ丘地区、下恵土地区にそれぞれ分館を有す。移動図書館の『ひまわり号』を運用していたが、2023年（令和5年）9月の巡回で廃止された

## 利用案内
- 蔵書数：約26万6,000冊（うち開架は約16万6,000冊）
- 個人貸出登録者数：約3万6,000人
- 資料を借りるには貸出カードをつくる必要があるが、貸出カードを作成できるのは可児市在住、可児市に通勤・通学、もしくは多治見市・美濃加茂市・可児郡・加茂郡・土岐市・犬山市に在住のいずれかの条件に当てはまる必要がある。またカード作成時には保険証や学生証等の住所が確認できるものが必要である。
- 参考資料室には可児市及び岐阜県に関する資料が所蔵されている。ただし参考資料室は貸出ができず閲覧のみの利用である。

### 休館日
- 月曜日（当該日が祝日の場合は開館、翌日休館）
- 祝日
- 年末年始（12月28日から1月4日まで）
- 毎月最終金曜日（館内整理日のため）
- その他特別に定める日（特別整理期間など）

## 各館の概要

### 本館
- 延床面積：1,528m2
- 蔵書数：約15万8,000冊[2]（うち開架は約9万7,000冊）

#### 開館時間
- 火曜-金曜 10時00分 - 19時00分
- 土曜・日曜 10時00分 - 17時00分

夏休みの間は9時30分に開館

#### アクセス
- 名古屋鉄道広見線 新可児駅より徒歩5分
- JR東海太多線 可児駅より徒歩5分
- 東鉄バス緑ヶ丘線ほか 「図書館前」バス停下車
  - 花フェスタ公園線の一部は通過
- 可児市コミュニティバス「さつきバス」東部線、西部線ほか 「図書館」バス停下車
  - 各線の運行日に注意

#### 周辺
- JR可児駅
- 名鉄新可児駅
- NTT可児ビル
- 可児市市民センター
- 広見保育園
- 可児市総合会館
  - 可児市保健センター
- 可児市役所

### 帷子分館
- 所在地：可児市東帷子1011番地
- 延床面積：449m2
- 蔵書数：約7万6,000冊[2]（うち開架は約3万7,000冊）

#### 開館時間
- 9時00分 - 17時00分

#### アクセス
- 名古屋鉄道広見線 西可児駅より徒歩15分
- 東鉄バス春里線緑系統ほか 「帷子」バス停から徒歩3分
- 可児市コミュニティバス「さつきバス」西可児・姫治線、虹ケ丘・坂戸 「帷子公民館」バス停下車
  - いずれの線も月曜・水曜・金曜のみの運行

#### 周辺
- 可児市役所帷子連絡所（帷子公民館）
- 可児市立帷子小学校
- 帷子インターチェンジ

### 桜ケ丘分館
- 所在地：可児市皐ケ丘6丁目1番地1
- 延床面積：137m2
- 蔵書数：約3万2,000冊[2]（うち開架は3万2,000冊）
- 可児市役所桜ケ丘連絡所（桜ケ丘公民館）内に設置されている。

#### 開館時間
- 9時00分 - 17時00分

#### アクセス
- 東鉄バス桜ヶ丘ハイツ線ほか 「皐ヶ丘六丁目」バス停から徒歩5分
- 可児市コミュニティバス「さつきバス」大森・桜ケ丘線 「桜ケ丘公民館」バス停下車
  - 日曜日は運休

#### 周辺施設
- 桜ケ丘児童センター
- 可児市立東可児中学校

### カニミライブ図書館
- 所在地：可児市下恵土5750番地
- 延床面積：約660m2[3]
- 蔵書数：約2万冊[4]
- 可児ショッピングプラザパティオの1階の「無印良品ヨシヅヤ可児店」内にある。無印良品の店舗の一画にあり、図書館と店舗の垣根がないのが特徴。2023年（令和5年）11月23日開館[5][3][4]。開館時間は店舗と同一、休館日は店舗の休業日と同じため、年中無休で開館する[5]。
- センターコートには地域活性化拠点のシンボルとして、2023年9月に廃止された移動図書館『ひまわり号』が展示されている。

#### 開館時間
- 10時00分 - 20時00分

#### アクセス
- 名鉄広見線「新可児駅」JR太多線「可児駅」下車、徒歩約15分。
- 可児市コミュニティバス中心循環線、西部線「ヨシヅヤ可児店」バス停下車。